# Eduard von Bach

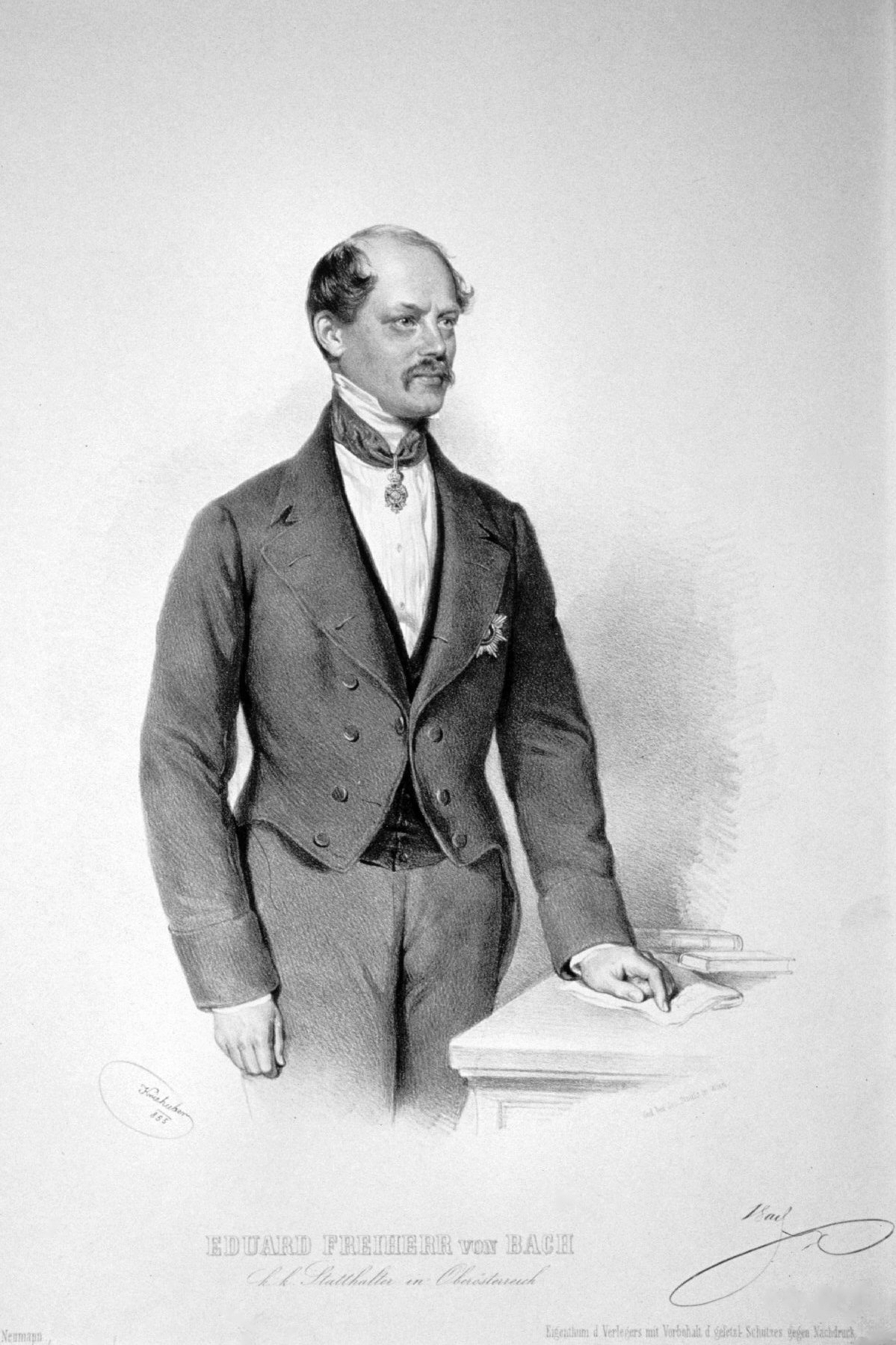
Eduard Freiherr von Bach, Lithographie von Josef Kriehuber, 1855.

Eduard Freiherr von Bach (* 21. Dezember 1814 in Loosdorf; † 8. Februar 1884 in Wien) war ein österreichischer Politiker und Verwaltungsbeamter.

## Lebenslauf
Freiherr Eduard von Bach war ein Sohn des Juristen Michael Bach; seine Brüder waren der Komponist Otto Bach und der Politiker Alexander von Bach.
Bach studierte an der Universität Wien u. a. Kameralwissenschaften und bekam nach erfolgreichem Abschluss eine Anstellung in der Staatsverwaltung. Seine erste große Aufgabe erhielt Bach 1846, als er zum Kreishauptmann in Galizien und der Bukowina ernannt wurde. Dieses Amt hatte er über zwei Jahre inne. Mitte 1849 berief man ihn bis Ende 1850 als Zivilkommissar nach Siebenbürgen.
Den Höhepunkt seiner Karriere erreichte Bach 1852 mit der Ernennung zum Statthalter von Österreich ob der Enns; beinahe 20 Jahre führte er seine Amtsgeschäfte von Linz aus. Zwischen 1854 und 1855 wirkte er zusätzlich als Zivilkommissar der Donaufürstentümer mit a.o. Befugnissen. In seiner weiteren Karriere 1867/1868 war er als Statthalter (Landeschef) der Österreichischen Küstenlande zu Triest tätig.
Eduard wurde als Träger des Ordens der Eisernen Krone 1. Klasse und in Anerkennung seiner Verdienste, im Jahr 1854, kurz nach der Ernennung seines Bruders Alexander, mit gleichem Wappen in den Freiherrnstand erhoben.

## Wirken
Als Statthalter von Österreich ob der Enns setzte sich Bach für die Rettung und Restaurierung des Kefermarkter Flügelaltars ein, die in den 1850er-Jahren unter der Leitung von Adalbert Stifter durchgeführt wurde.

## Wappen

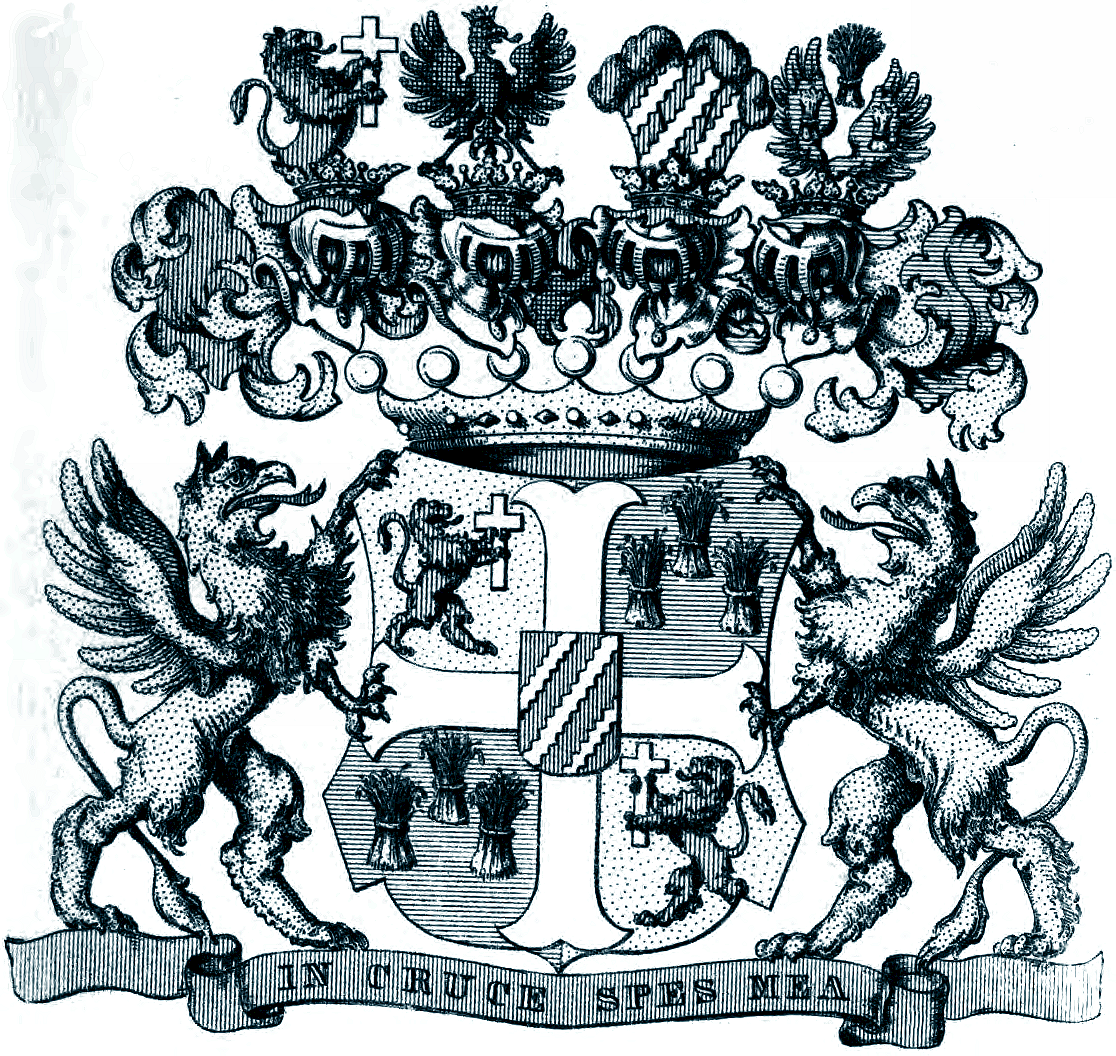
Wappen der Freiherren von Bach 1854

1854: Der rote, mit drei schräglinken, gezahnten, silbernen Balken durchzogene Mittelschild liegt auf einem ausgerundeten, silbernen Tatzenkreuz, welches den Hauptschild quadriert. 1 und 4 in Gold ein einwärtsgekehrter, roter Löwe, der mit beiden Vorderpranken ein hohes silbernes Kreuz vor sich trägt. 2 und 3 in Blau (1, 2) goldene Garben. Darüber ruht die Freiherrnkrone mit darüber vier gekrönten Helmen. Der erste, mit rot-goldenen Decken, trägt den Löwen mit dem Kreuz wachsend und einwärtsgewendet; der zweite, mit schwarz-goldenen Decken, einen einwärtssehenden, golden bewehrten, gekrönten, schwarzen Adler; der dritte, mit rot-silbernen Decken, vier rote Straußenfedern, die gleich dem Mittelschild bezeichnet sind; über dem vierten Helm, mit blau-goldenen Decken, schwebt oben zwischen einem offenen blauen Flug, dessen Flügel je mit einer goldenen Garbe belegt sind, gleichfalls eine goldene Garbe, so dass alle drei Garben die Stellung wie im 2. und 3. Feld einnehmen. Schildhalter sind zwei goldene Greife, die auf einer goldenen Arabeskenverzierung stehen, um welche sich ein rotes Band mit der Devise In cruce spes mea in silbernen Lapidarbuchstaben schlingt.